# Rhizocorallium

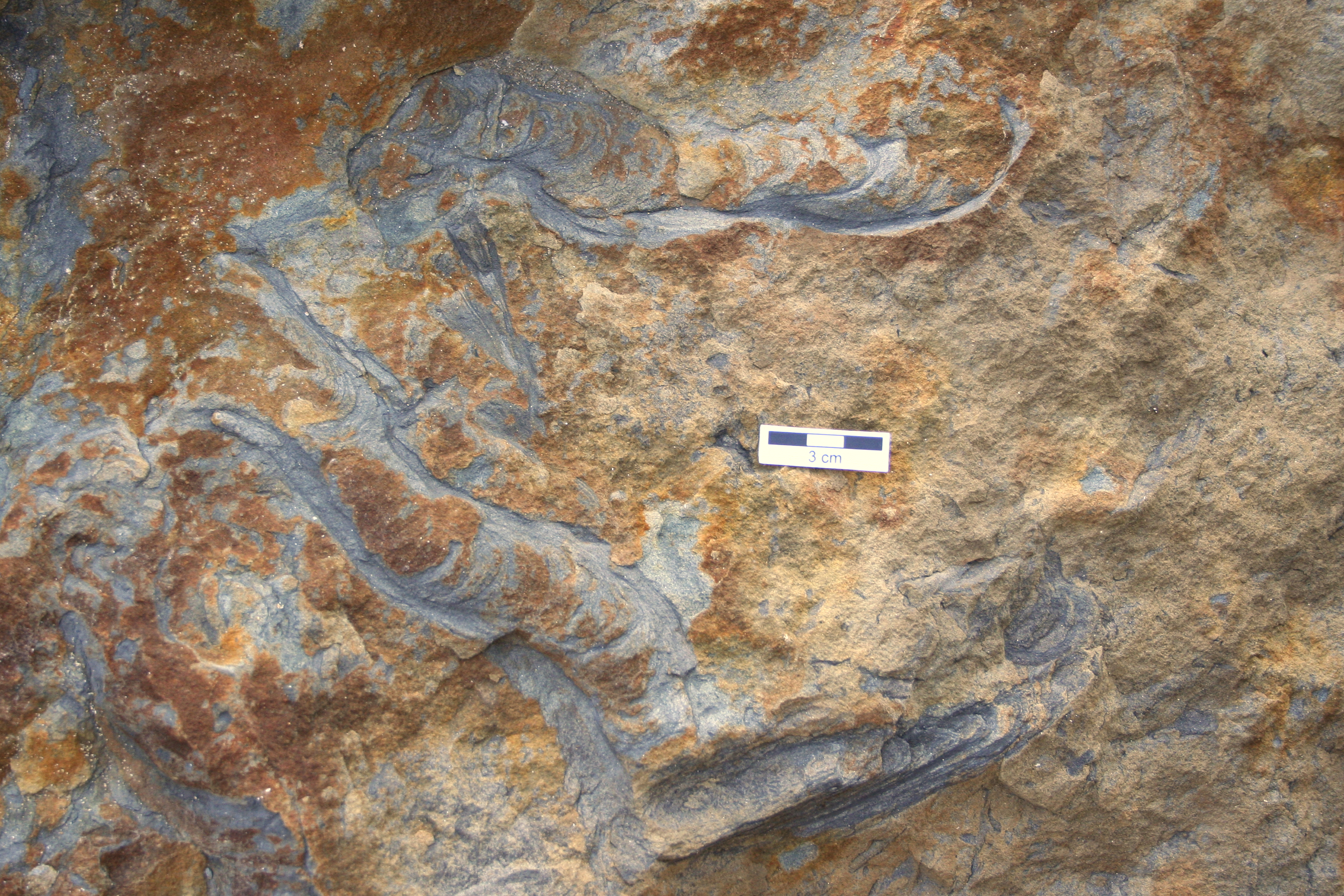
Rhizocorallium del Pérmico de la Formación Snapper Point Nueva Gales del Sur, Australia.

Rhizocorallium Zenker, 1836 es un paragénero de icnofósiles presente en rocas sedimentarias de facies marina superficial a marina profunda del periodo Cámbrico a la actualidad. Esta traza tiene una característica forma en U con ornamentación en spreite (con lóbulos paralelos) trasversal y se cree es formada por anélidos, crustáceos y larvas de insectos.

## Morfología
Este icnofósil está formado por un tubo marginal de sección semiesférica y aproximadamente 1 centímetro de diámetro en forma de U y raramente en J delimitando un espacio ocupado por una ornamentación de tipo spreite formada por pequeños trazos lobulares subparalelos a la zona distal de la estructura, ramificados en Rhizocorallium irregulare, formados al ser removido el sedimento. El rastro puede ser paralelo, levemente oblicuo o casi totalmente vertical al plano, aunque nunca tanto como en el icnogénero Diplocraterion. El tamaño de la traza es muy variable, desde unos pocos centímetros a varias decenas de ellos y su trazo puede ser completamente recto o en espiral según la icnoespecie. El tubo marginal presenta habitualmente marcas de arañazos productos de la actividad de remoción de sedimento y en Rhizocorallium commune presenta numerosos pellets fecales elipsoidales y regulares.

## Icnoespecies

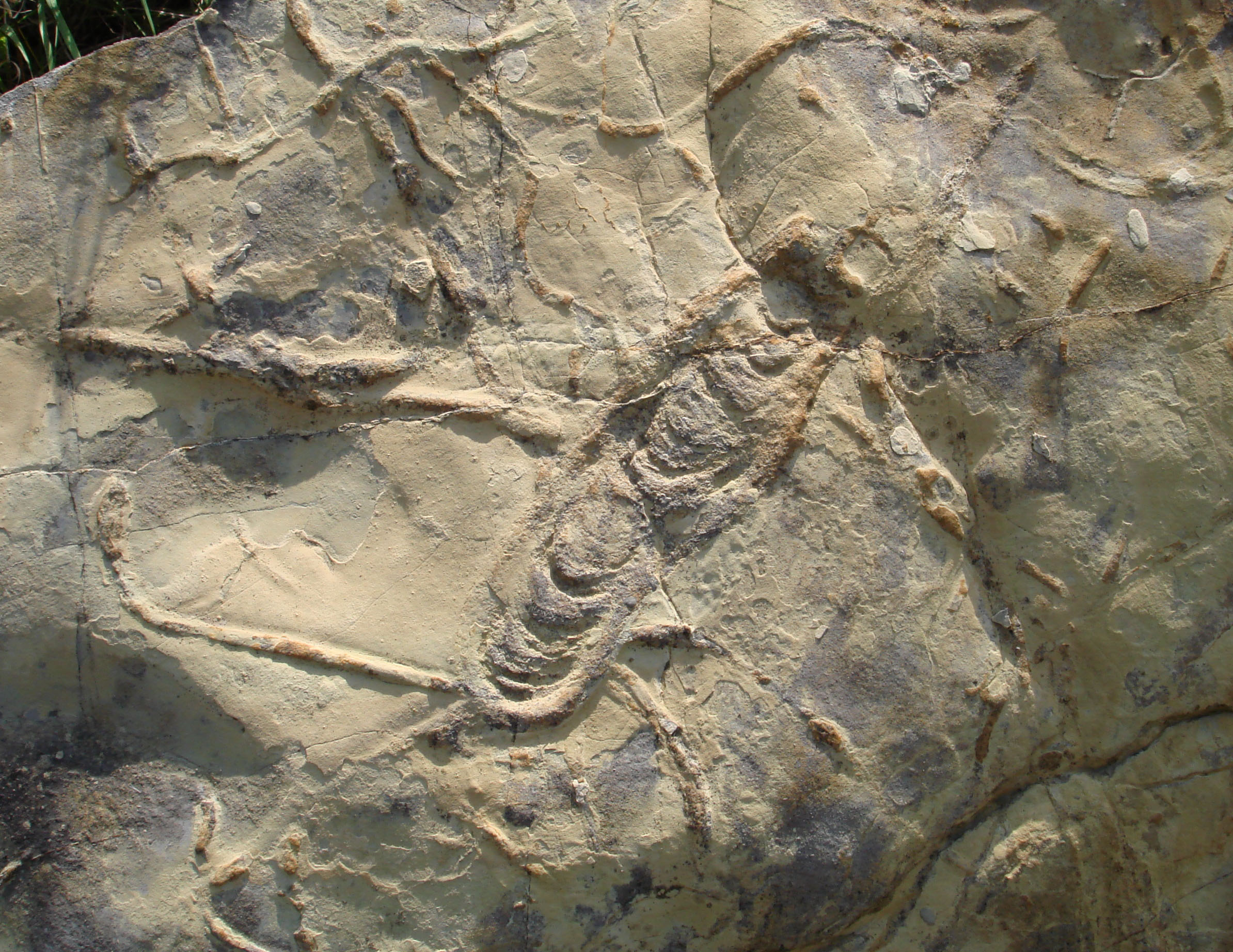
Rhizocorallium del triásico del Valle del Diemel, Alemania.

Aunque tradicionalmente se han reconocido tres icnoespecies dentro del icnogénero Rhizocorallium en la actualidad, y atendiendo a sus características morfológicas, se admiten dos icnoespecies, una de ellas con dos icnosubespecies y con dos variedades:
- Rhizocorallium jenense Zenker, 1836. Presenta trazas subhorizontales a subverticales, con un ángulo siempre menor de 90°, que aparecen localmente abundantes al haber sido formadas por un organismo gregario y en sustrato duro. Se caracteriza por poseer tubos cortos, rectos y sin pelets fecales en su superficie. Identificada como traza de reposo o morada (domichnia) de un organismo suspensívoro, poliqueto, crustáceo decápodo o larvas de insectos efemenópteros. Pertenece a la icnofacies de Glossifungites.
- Rhizocorallium commune Schmid, 1876. Presenta trazas subhorizontales, con un ángulo de hasta 10º, que aparecen generalmente individualizadas al haber sido formadas por un organismo solitario y en sustrato blando. Identificada como traza de alimentación (fodichnia) de un organismo sedimentívoro, probablemente un poliqueto. Pertenece a la icnofacies de Cruziana.
  - Rhizocorallium commune subsp. uliarense (Firtion, 1958), se caracteriza por ser una traza de brazos largos que penetran en el sustrato en forma troncoespiral.
  - Rhizocorallium commune subsp. problematica (Gümbel, 1861), se caracteriza por poseer la ornamentación en spreite verticalizada.
    - Rhizocorallium commune var. auriforme (Hall, 1843), se caracteriza por ser una traza de brazos cortos y levemente inclinada en el sustrato.
    - Rhizocorallium commune var. irregulare (Mayer, 1954b), se caracteriza por ser una traza de brazos sinuosos y ornamentación en spreite ramificada y espirilada.